# 沃倫·特拉斯
沃倫·特拉斯（英語：Warren Truss；1948年10月8日—）是澳洲的一位政治家，黨籍為澳洲國家黨。他在1990年首次當選眾議院懷德灣選區議員。他在2013年9月18日至2016年2月18日以國家黨黨魁身分擔任澳洲副總理。卸任副總理後在該年7月退出政壇，卸任議員。
特拉斯出生在昆士蘭州，在從政之前曾是一位農民。